# Maurycy Apfelbaum

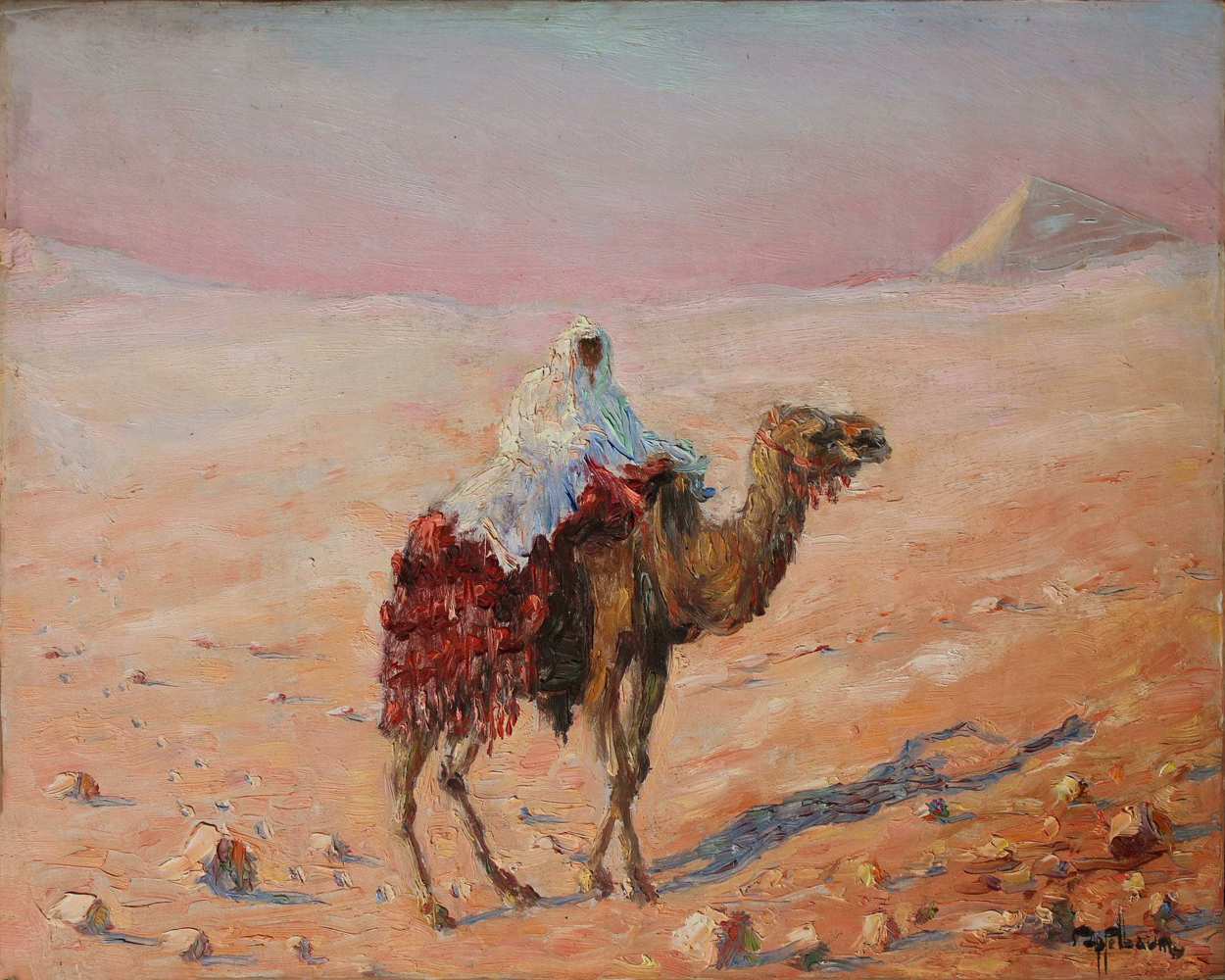
Beduin na wielbłądzie

Maurycy (Mojżesz, Mosze) Apfelbaum (także Appelbaum, ur. 1887 w Mszczonowie, zm. 3 stycznia 1931 w Katowicach) – polski artysta malarz pochodzenia żydowskiego. Był członkiem stowarzyszenia Jung Idysz.

## Życiorys
Urodził się w Mszczonowie. W wieku 15 lat pracował w Kaliszu jako malarz szyldów i projektant wzorów tkanin. Studiował malarstwo w Warszawie, Wiedniu oraz w Niemczech, Holandii i Wielkiej Brytanii.
Był głównym autorem żydowskich scen i dekoracji w Wielkiej Synagodze w Będzinie i Łowiczu oraz Grodzisku Mazowieckim, gdzie wykonał zdobienia znakami zodiaku. Pracował także jako dekorator w teatrze żydowskim w Warszawie. Bywał w Kazimierzu Dolnym, gdzie w Galerii Letniej w 2007 r. jego prace zostały wystawione wśród innych prac malarzy żydowskich. Jeden z jego obrazów – Na targu – znajduje się na ekspozycji stałej w kolekcji malarstwa o tematyce wiejskiej w Muzeum Okręgowym w Lesznie, w dawnej Nowej Synagodze.